# Clayton (villa)
Clayton es una villa ubicada en el condado de Jefferson en el estado estadounidense de Nueva York. En el año 2000 tenía una población de 592 habitantes y una densidad poblacional de 223 personas por km².

## Geografía
Clayton se encuentra ubicada en las coordenadas 44°14′11″N 76°5′7″O / 44.23639, -76.08528.

## Demografía
Según la Oficina del Censo en 2000 los ingresos medios por hogar en la localidad eran de $31,354, y los ingresos medios por familia eran $42,208. Los hombres tenían unos ingresos medios de $31,094 frente a los $28,375 para las mujeres. La renta per cápita para la localidad era de $18,247. Alrededor del 11.7% de la población estaban por debajo del umbral de pobreza.